# 小野塚彩那
小野塚 彩那（おのづか あやな、1988年3月23日 - ）は、日本のフリースタイルスキーハーフパイプ元選手。新潟県南魚沼郡塩沢町（現：南魚沼市 塩沢）出身。

## 人物
塩沢町立塩沢小学校、塩沢町立塩沢中学校、新潟県立湯沢高等学校、専修大学商学部卒業。
実家は南魚沼市にある石打丸山 四季を楽しむ宿 勝田屋（勝田屋旅館）を経営している。
名前の「彩那」は、アルペンスキーヤーだった小野塚の母が長渕剛のファンであり、小野塚の6日前に生まれた長渕の娘・文音に由来している。小学生時代の夢は「鳥になりたい」ことだったという。高校生時代は走り高跳びで130cmを悠々と跳び越える身体能力を持っていた。
スキージャンプの国体出場経験者の父親の指導のもとで2歳からアルペンスキーを始め、小学校3年で新潟県大会を優勝した。以後アルペン（ジャイアントスラローム）競技で宮様スキー大会や全日本学生スキー選手権大会等で優勝経験を持つ。その後は全日本スキー技術選手権大会に出場するなどスキー選手として活動する。
2011年のシーズンからフリースタイルスキー選手に本格的に転向し、スキーハーフパイプ種目に専念し、2014年ソチオリンピックへの挑戦を宣言し、そのシーズンからFISワールドカップシリーズに参戦した。

### 2012/13シーズン
2012-2013年シーズンのワールドカップ開幕戦となったカードローナ・アルパイン・リゾート（ニュージーランド）大会で3位となり、続くパークシティ (ユタ州)（アメリカ合衆国）の第3戦で2位となるなど進境著しいところを見せて臨んだ2013年フリースタイルスキー世界選手権（オスロ／ノルウェー）ではスキーハーフパイプで予選1位で決勝を迎え、決勝では80.4点をマークして日本選手として初となる銅メダルを獲得した。

### 2013/14シーズン
2014年1月、ワールドカップアメリカブリッケンリッジ大会で2位となり2月、2014年ソチオリンピックにフリースタイルスキーの新種目：女子ハーフパイプ代表に選出され、2月20日の競技当日は予選を4位で通過すると、決勝では2本とも綺麗に技を決めて2本目の83.20点が採用されて3位となり、この種目では初、日本人女性スキー選手としては里谷多英（モーグル）以来2人目となるメダリストとなった。
2014年3月12日、新潟日報スポーツ特別栄誉賞を受賞、同日、新潟県民栄誉賞受賞。2014年4月7日、南魚沼市市民スポーツ栄誉賞受賞。

### 2014/15シーズン
2014年12月、アメリカのコロラド州ブリッケンリッジで行われたDEW TOURで3位、2014-2015年シーズンのワールドカップ開幕戦コッパーマウンテン大会で3位となった。
2015年1月22日、Winter X-Games 2015で、日本人女子初2位になった。
2月、アメリカのユタ州で行われたワールドカップパークシティ大会で優勝、最終戦フランスのティグネス大会は2位に終わり、全3戦のポイントで争うワールドカップ種目別で初優勝した。

### 2015/16シーズン
2015-2016年シーズン開幕戦のワールドカップハーフパイプニュージーランドカードローナ「WINTER GAMES NZ」大会で前日予選で2位につけ決勝では3位になった。12月、アメリカのコロラド州ブリッケンリッジで行われたDEW TOURで優勝。1月、ワールドカップ第2戦マンモスマウンテン大会（U.S. Freeskiing Grand Prix Copper Mountain Grand Prix）で優勝。1月30日、Winter X-Games 2016で銀メダル。2月6日、ワールドカップ第3戦パークシティー大会（U.S. Freeskiing Grand Prix Park City Grand Prix）で2位。X-Games オスロ大会では1本目で大きく転倒し7位と出遅れたが3本目で3位になった。最終戦となったティーニュ大会では4位となり、2年連続の種目別優勝。

### 2016/17シーズン
1月、Winter X-Games 2017で銀メダル、2月、ワールドカップマンモスマウンテン大会（U.S. Freeskiing Grand Prix Copper Mountain Grand Prix）で3位となる。
3月16日、フリースタイルスキー世界選手権のスキーハーフパイプの予選で88.60点の2位となり、上位6人による決勝に進出。3月18日に行われた決勝では2回目に89.80点（1回目80.00点、3回目88.20点）を出し優勝した。
3月18日、祖父の命日に日本勢初の金メダルを獲得した。

### 2018/19シーズン
1月24日、自身のブログで現役引退を表明。

## 主な戦績
- 2012 FIS World Cup(Cardrona) - 3位
- 2013 FIS World Cup(Park City) - 2位
- フリースタイルスキー世界選手権(Oslo) - 3位
- 2013 FIS World Cup(Sierra Nevada) - 3位
- 2014 FIS World Cup(Breckenridge) - 2位
- 2014年ソチオリンピック - 3位
- 2014 DEW TOUR - 3位
- 2015 DEW TOUR - 1位
- 2014 FIS World Cup(Copper Mountain) - 3位
- Winter X-Games 2015 - 2位
- U.S. Freeskiing Grand Prix Copper Mountain Grand Prix - 3位
- U.S. Freeskiing Grand Prix Copper Mountain Grand Prix - 1位
- SFR Freestyle Tour - 2位
- 2015 FIS World Cup(Park City) - 1位
- 2015 FIS World Cup(Tignes) - 2位
- The North Face Freeski ニュージーランドオープン - 2位
- 2015 FIS World Cup(NZ) WINTER GAMES NZ 3位
- Winter X-Games 2016 - 2位
- 2016 FIS World Cup(Park City) - 2位
- X-Games Oslo - 3位
- Winter X-Games 2017 - 2位
- U.S. Freeskiing Grand Prix Copper Mountain Grand Prix - 3位
- スノーボード＆フリースタイルスキー世界選手権(Sierra Nevada) - 1位

### 動画
- 【ソチ五輪】銅メダル！小野塚彩那 ハーフパイプ - YouTube
- 20150313 小野塚彩那選手　フリースタイルスキーＷ杯総合優勝 - YouTube
- YouTube 【ソチ】メダリストインタビュー／小野塚彩那選手（スキー・フリースタイル） - YouTube
- YouTube  ソチ五輪 スキーハーフパイプ 競技転向 世界への挑戦 - YouTube
- 2014-3-23_石打テクニカル_小野塚彩那コブ - YouTube

### 関連記事
- 小野塚彩那 - 国際スキー連盟のプロフィール （英語）
- 小野塚彩那 - Olympedia（英語）
- 小野塚彩那オフィシャルサポーターズクラブ
- 『スキーってこれだけじゃない』小野塚 彩那「南魚沼市女子力観光プロモーションチーム」
- 石打丸山 四季を楽しむ宿 勝田屋 - 実家